# 赖海民
赖海民（1965年—），汉族，担任深圳鸿荣源集团有限公司董事长。2008年，当选第十一届全国政协委员，代表经济界，分入第三十六组。